# سینما آفریقا (مشهد)
سینما آفریقا (نام پیشین: سینما شهر فرنگ) سینمایی در شهر مشهد، ایران است. این سینما که در سال ۱۳۵۰ تأسیس شده‌است دارای ۳ سالن نمایش با ظرفیت ۶۳۴ صندلی می‌باشد.
این سینما که قبلاً متعلق به کمیته امداد بوده با دستور رهبر ایران به حوزه هنری واگذار شده‌است. سینما آفریقا که در میدان دکتر شریعتی مشهد قرار دارد از آذر تا بهمن ۱۳۹۴ مورد بازسازی و نوسازی قرار گرفته‌است.گنجایش این سینما پس از بازسازی‌های انجام شده ۶۳۴ صندلی در دو طبقه است که بزرگترین سالن سینمای خراسان رضوی محسوب می‌شود.    
این سینما در جریان ۹ دی ۱۳۵۷ مشهد و درگیری مردم و ارتش آتش گرفت ولی پس از انقلاب مجدداً بازسازی و احیا گردید و هم‌اکنون به عنوان بزرگترین سالن نمایش سینمای مشهد فعالیت دارد .

## نگارخانه

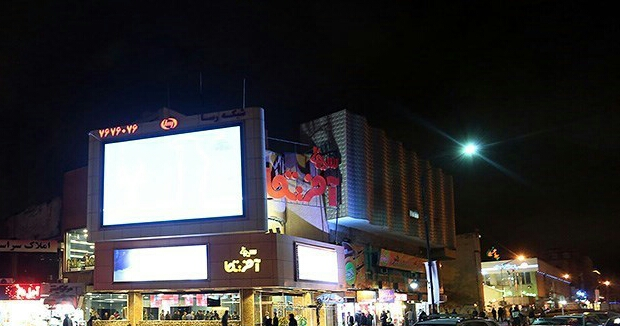
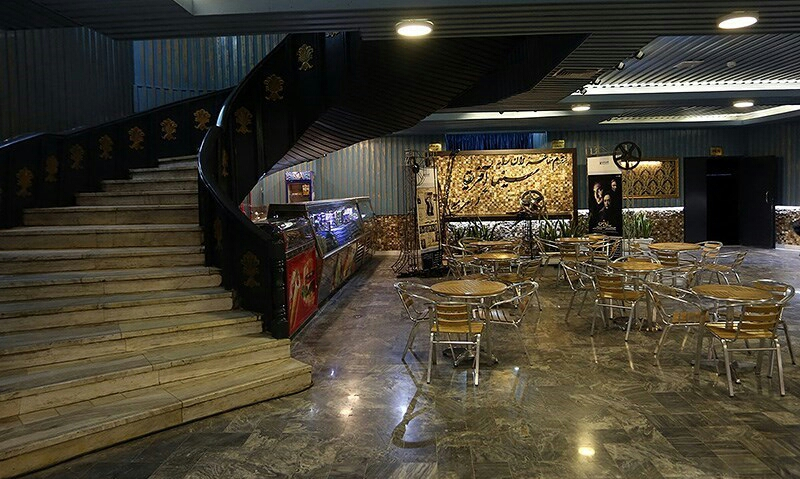